# Hygrophila gracillima
Hygrophila gracillima är en akantusväxtart som först beskrevs av Schinz, och fick sitt nu gällande namn av Isaac Henry Burkill. Hygrophila gracillima ingår i släktet Hygrophila och familjen akantusväxter. Inga underarter finns listade i Catalogue of Life.